# أدريان أوليفر
أدريان أوليفر (بالإنجليزية: Adrian Oliver) مواليد 31 مارس 1988 في موديستو، هو لاعب كرة سلة أمريكي. بدأ مسيرته الاحترافية في سنة 2011. يبلغ طوله 6 قدم 4 بوصة (1.9 م). لعب كرة السلة الجامعية في جامعة واشنطن. اعتزل اللعب في 2015. لعب مع نادي أريس لكرة السلة في اليونان.